# Русское посольство (гравюра 1576 года)
«Посольство великого князя Московского к императору Священной Римской империи Максимилиану II в Регенсбурге» — западноевропейская раскрашенная гравюра (ксилография) 1576 года.
На гравюре изображено посольство царя Ивана Грозного, отправленное в 1576 году в Вену к императору Священной Римской империи Максимилиану II и встреченное им на имперском сейме в Регенсбурге. Посольство возглавляли князь Захарий Иванович Сугорский (? — 1582) и дьяк Андрей Гаврилович Арцыбашев (? — 1603).
«Поскольку гравюра сделана очевидцем и с большой точностью воспроизводит старинное мужское платье, она является важным источником для историков», в особенности историков костюма.

## Авторство
Автор — неизвестный художник или, возможно, Донат Хюбшманн (Donat Hübschmann; ок. 1525/30 — 1583); также атрибутируется Йосту Амману. Отпечатано в типографии (?) у Михаэля Петтерле (Michael Petterle/Peterle; 1576—1595) в Праге.

## Название
Варианты названия: «Посольство князя Сугорского», «Поднесение даров русским посольством во главе с Захаром Ивановичем Сугорским императору Максимилиану II в 1576 году»; «Посольство царя Ивана IV на имперский сейм в Регенсбурге при императоре Максимилиане II»; «Посольство князя З. И. Сугорского на Регенсбургском Сейме 8 июля 1576 года», у Ровинского — «Изображение русского посольства, представлявшегося под начальством князя Захара Ивановича Сугорского»; (нем. Gruppenporträt einer russischen Gesandtschaft von Zar Ivan IV. an Kaiser Maximilian II., anlässlich des Reichstags in Regensburg 1576, mit dem Beglaubigungsschreiben und Geschenken an der zweiten Audienz vom 18. Juli; Warhafftige Contrafactur der Legation oder Gesandten des Gross Fürsten auss Moscaw ... an die Römische Kayserliche Majestat...; Die Gesandten des Großfürsten von Moskau auf dem Reichstag zu Regensburg).

## Описание

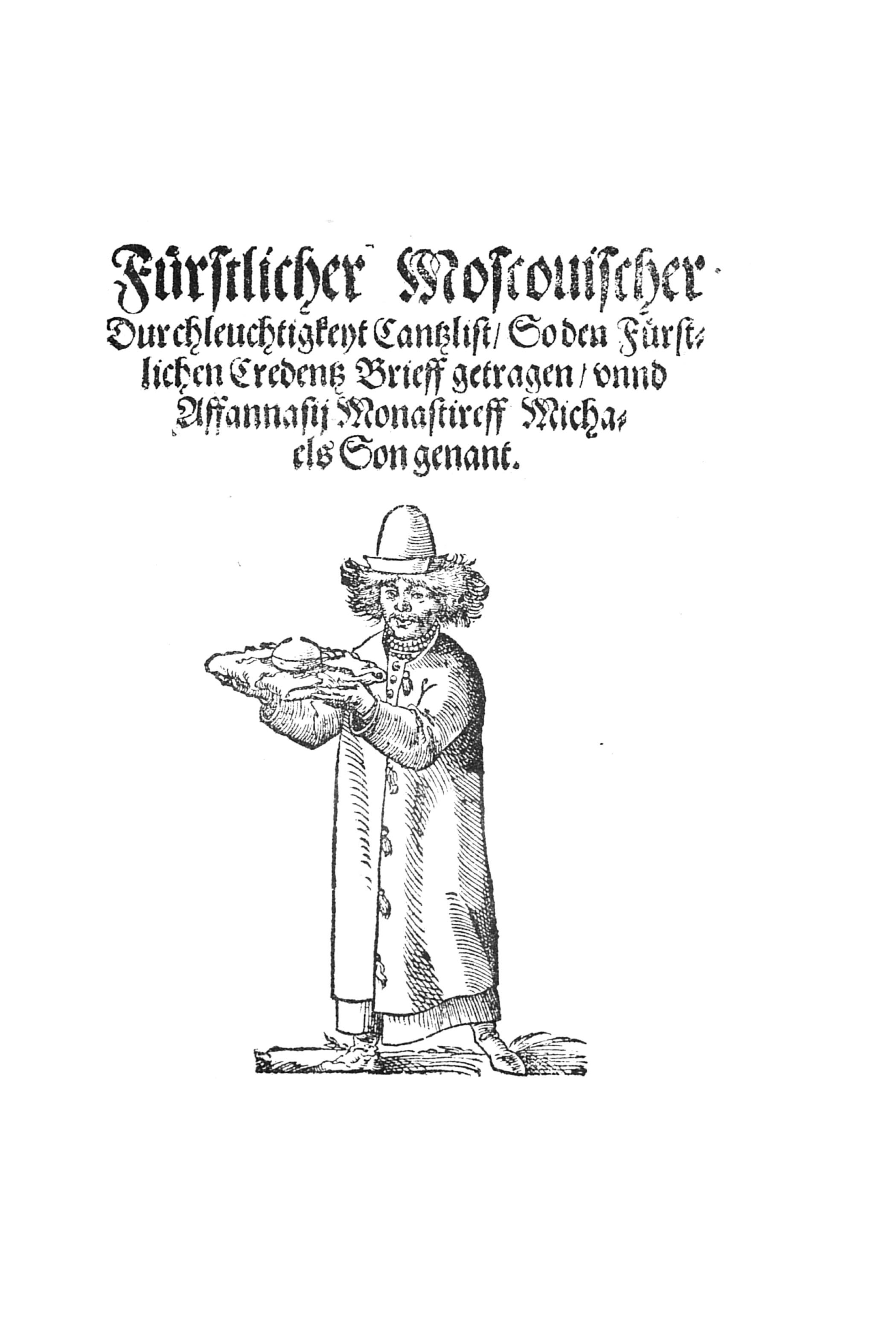
Подьячий Афанасий Монастырев

Иллюстрация часто воспроизводится без разделения на листы, процессия изображается слитно. В повторениях используется раскраска в отличные от оригинала цвета.
В издании Д. А. Ровинского «Достоверные портреты…» (1882), перечислены следующие листы::
- Собственно посольство князя Сугорского (на 3 листах) — оригинал хранился в Висбаденской библиотеке
- 4-й лист с изображением того же посольства — оригинал в петербургской Публичной библиотеке. Иногда не включается в общий свиток при воспроизведении. Изображен молебен.
- а также изображение подьячего Афанасия Монастырева из того же посольства. Отпечатан на обратной стороне портрета Ивана Грозного, по сообщению Ровинского, находившегося в собрании М. Н. Похвистнего (повторение фигуры с 1-го листа). В 1579 года эта фигура была отпечатана под именем дьяка Клобукова — плененного шведами при осаде Вендена[7].

На наиболее известных первых 3 листах изображена процессия русских послов в разнообразных одеждах и головных уборах. Первые две фигуры слева — глава посольства князь Сугорский и его переводчик дьяк Арцыбашев. Во второй паре — Третьяк Дмитриевич Зубатый старший и Мамлей Иванович Илим. Шестая фигура справа изображает подьячего по имени Афанасий Михайлович Монастырев, несущего царскую грамоту, завернутую в шелковую ткань, поверх которой, в ковчежце, лежит прикрепленная к грамоте печать. В руках всех послов — дары императору: собольи шкурки, связанные «сороками» (по 40 штук). Представлены бояре, окольничие, дьяки, подьячие.
П. Н. Полевой описывает меха, которые несут послы: «Рисунок (…) замечателен по своим подробностям, которые, очевидно, воспроизведены современным художником с величайшей точностью. Это можно видеть и по узорам материй на кафтанах и шубах послов, и по тщательной отделке фигур, из которых каждая имеет свою экспрессию и даже определенный тип. Еще более видно это по одной любопытной подробности, которую художник не мог, конечно, придумать сам, а зарисовал с натуры. Эта подробность, — имеющая важную цену археологическую, — заключается в способе увязке и поднесения собольих сороков, которые так бережно несут некоторые из членов посольства. Эти сорока соболей связаны мордками кверху, хвостами книзу, и только прикрыты поверх спинок и чревом матерчатыми чехлами, за сборки которых послы и свита их и несут эти бесценные в то время дары дальнего Востока».
4-й лист, озаглавленный «Contrafactur der Kirchen Ceremonien, so die Moscowitter bey irem Gottesdienst gebrauchen, wie auff dem jetzigen Reichstag zu Regenspurg ist gesehen worden», изображает русское богослужение в походной церкви князя Сугорского. Ровинский отмечает, что все предстоящие молятся двуперстным сложением, которое было утверждено Собором 1551 года (и отменено впоследствии собором 1667 года).
| «Истинное изображение посольства или послов Великого Князя Московского к Его Императорскому Римскому Величеству; также в каких одеждах и в каком виде каждый явился ко двору, когда они Его Императорскому Римскому Величеству представили верющую грамоту и подарки, в Регенсбурге, на нынешнем имперском сейме, 18 июля настоящего 1576 года» | | | | | |
| | | | | | |
| В 1576 году в Регенсбурге, когда там был Имперский Сейм, появились разные народы. Но удивительно то, что Великий Князь Московский, смелый и отважный, 12-го марта отправил своих послов в Германию. Они, (как я узнал) приехали в Регенсбург в прошлом июле месяце и были приняты самым блистательным образом. Его Императорское Римское Величество, известившись о их прибытии, отправил им на встречу свои экипажи, вместе с придворными особами, чтобы их привезли самым великолепным образом, как Его Величество | признавал то приличным. И так, они скоро и живо были привезены в их помещение. После того 18-го июля, послы пожелали представиться Его Императорскому Величество, и он опять послал за ними свои собственные кареты, вместе с придворными особами. Таким образом они вскоре и поспешно были привезены к Его Императорскому Величеству. Тут-то все видели, как алебардщики и драбанты стояли в порядке от Императорского дворца до Московского посольского дома. Когда же послы приехали ко дворцу, они, как я слышал, вышли из экипажей, и попарно | пошли в порядке, пешком. И кто пожелает, увидит их представленными здесь воочию, на рисунке. А самые знатные между ними будут названы здесь по именам. | МОСКОВСКОЕ ПОСОЛЬСТВО К ЕГО ИМПЕРАТОРСКОМУ РИМСКОМУ ВЕЛИЧЕСТВУ Главный посол, князь Захарий Иванович Сугорский, дворянин и наместник Белозерский, идет впереди, в червленном золотном платье и меховой шапке. Рядом с ним шёл его товарищ, Андрей Гаврилович Арцыбашев, дьяк, в синем золотном платье. Во второй паре шли принадлежащие к посольству дворяне или бояре, так-то: Третьяк Дмитриевич Зубатый старший, | в белом платье с золотыми цветами и высокой шапке. Его товарищ Мамлей Иванович Илим, дворянин. В золотном платье с краснозолотными цветами. В третьей паре шёл подъячий, по имени Афанасий Михайлович Монастырев. Он нес верющую грамоту в красном кармазине. Одет был весь в красном. Другой, что полнее него шёл — простой дворянин* в голубом шелковом платье. В каком платье, нарядах и уборах, по своему обычаю, * Вероятно, толмач Петр. | шли шестеро послов к Его Императорскому Величеству, о том дает понятие этот рисунок. Тотчас за этими послами следовало двадцать особ менее знатных. Между ними было также два мальчика, прислуживавших им. Из числа помянутых особ, более важные несли подарки, которыми Великий Князь почтил Его Императорское Величество. ПОДАРКИ БЫЛИ СЛЕДУЮЩИЕ: Во-первых, главный посол поднес от имени своего Государя, Великого Князя Московского |
| | | | | | |
| Его Императорскому Величеству сорок соболей, и от себя также сорок соболей. Дьяк поднес Его Императорскому Величеству также сорок соболей. Дворяне также по сорока соболей. Подьячий поднес Его Императорскому Величеству пару соболей и обоим принцам, сыновьям Его Императорского Величества, каждому также по паре соболей. Когда означенное посольство поднесло свои подарки и исполнило своё поручение, оно было отвезено домой по прежнему, со всеми почестями. И потом Его Императорское Величество           | угощал их обеденным столом. А 15-го сентября они все совершенно покончили и получили от Императора, с удовольствием, подарки. 17-го числа они собрались и все вместе поехали обратно домой. ЗАКЛЮЧЕНИЕ И так, после того как Великий Князь пожелал обратиться к Римской Империи для пользы и блага христианства и чтобы мужественно дать отпор турку, мы должны теперь вопросить Бога, чтобы Он соизволил помилосердствовать и нас и своею могучею десницею                                                                                        | защитил нас от турка и всего его войска и дал нам спасти славу своего имени. Также, чтобы он отечески призрел своё бедное христианство и сохранил нас повсюду при своем благом Слове, дабы мы могли, наконец, через его святое имя быть вечно блаженны. Аминь. ПЕЧАТАНО В ПРАГЕ МИХАИЛОМ ПЕТТЕРЛЕ. По привилегии Его Императорского Римского Величества не перепечатывать и не воспроизводить или копировать в малом или большом виде. | ИЗОБРАЖЕНИЕ ЦЕРКОВНЫХ ОБРЯДОВ, УПОТРЕБЛЯЕМЫХ МОСКОВИТАМИ ПРИ ИХ БОГОСЛУЖЕНИИ, КАК ЭТО ВИДНО НА НЫНЕШНЕМ РЕГЕНСБУРГСКОМ ИМПЕРСКОМ СЕЙМЕ. Если ты хочешь знать, какое у них богослужение, то у них есть христианские образа. Их тут было всего пять, совершенно наподобие алтаря. Но главный образ был возлюбленного Господа нашего Иисуса Христа.                                                                    | Перед каждым образом горело по восковой свече. Мне рассказывали также за достоверное, что их священники — греческие монахи. Я видел перед алтарем одного такого, он стоял в одежде того вида и образа, как изображено на этом рисунке. Он читал по книге, а около него стояло два московитянина. Они прислуживали ему у алтаря, один справа, другой слева. То один читал, а пели двое; то читали двое, а пел один. Ещё одно я здесь замечу: когда упоминается на их языке имя пресвятой Троицы, они тотчас же кладут три крестных знамения себе на лоб и на грудь, как это мне хорошо известно, и с набожными телодвижениями падают ниц на землю. | МОЛИТВА Мы молим тебя Господи Иисусе Христе, Спасителю всего мира, обрати эти народы, и все какие должны быть обращены, приведи их к познанию Твоего имеин и Святаго Твоего Слова. Этого желаем мы им. Аминь. Печатано в Праге у Михаила Петтерле. По привилегии Его Императорского Римского Величества не перепечатывать и не воспроизводить или копировать в малом или большом виде.                                                   |

### История миссии
«В 1575 г. царь Иван утвердился в Пернове. Тогда же следом за испанской дипломатией устремляется в Прибалтику и французская, и очень скоро из-под пера Дансэ выходит проект французской колонизации Ливонии и оккупации скандинавского севера. К этому же времени шведское каперство на Балтийском море достигло апогея. Понятно, что все эти обстоятельства привлекли к себе повышенное внимание Германии и вновь поставили имперскую дипломатию перед ливонским вопросом. В Москву было отправлено великое посольство Яна Кобенцля и Даниила Бухау, прибывшее к царю лишь в декабре 1575 г. Вопреки завоевательной программе Георга Ганса, императорское посольство предлагало царю Ивану участие в антитурецкой лиге из империи, Испании, Рима и других христианских государей, причем Константинополь отойдет к Москве, и московский царь будет провозглашен „восточным цесарем“. За это царь Иван должен поддержать кандидатуру эрцгерцога Эрнеста в польские короли и не обижать Ливонии».
Именно в ответ на это посольство была отправлена русская миссия в Регенсбург. Она выехала из Москвы 7 мая, а 7 июля они уже были в Регенсбурге; 18 июля представились императору.
«Целью посольства было выяснение отношений Германской империи и Москвы по вопросу о замещении незанятого в то время польского престола. Послы должны были выразить готовность московского царя содействовать избранию на польский престол австрийского принца Эрнеста при условии, что, если поляки и литовцы не изберут себе одного государя, „Литовское бы Великое Княжество и с Киевом и что к нему городы“ отошли бы к государству Московскому. Последнее требование основывалось на том, что сам царь являлся претендентом на польскую корону для себя или для одного из своих сыновей. Относительно Ливонии послы должны были заявить желание царя, чтобы император за неё не вступался, так как она исстаринная вотчина царя. Арцыбашев подробно описал в поданном им статейном списке путь посольства, прием его кесарем и переговоры. Максимилиан II принял московское посольство очень торжественно в Регенсбурге 16 июля 1576 года. Послы имели у императора ещё 4 аудиенции, но после последней аудиенции император заболел и через 6 недель скончался. Арцыбашев был богато одарен и отправлен обратно. Это посольство оставило впечатление в Европе; в память его было выгравировано изображение всех его членов с их именами (Арцыбашев назван на медали Andre Gawrilowitz Ertzy Buschuf)». Миссия описана в «Повести о двух посольствах».

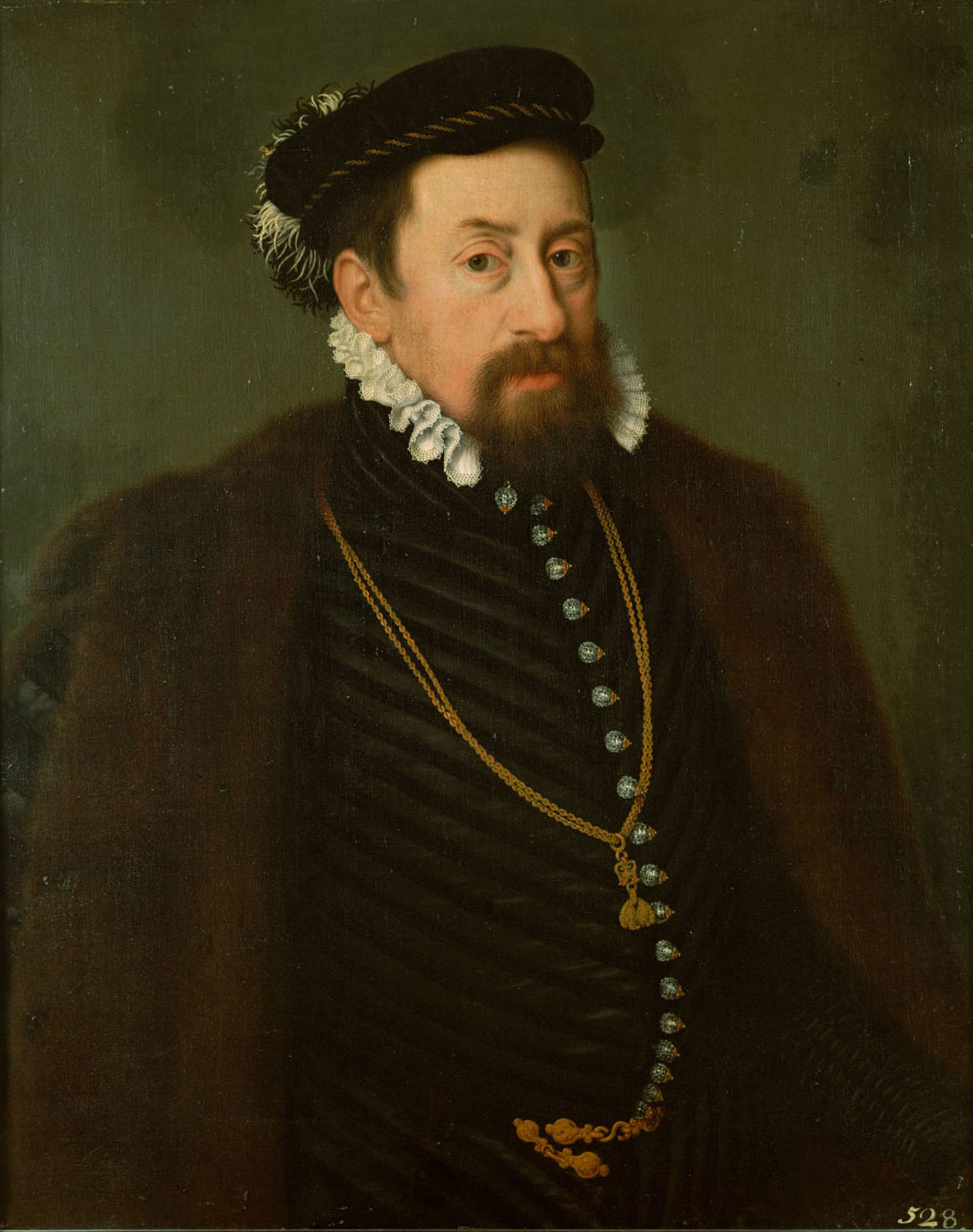
Император Максимилиан II

Ровинский цитирует донесение князя Сугорского, взятое им из «Памятников дипломатических сношений древней России с державами иностранными». Он рассказывает, что он с Арцыбашевым вошли в царевы хоромы первыми; за ними шли дворяне. На Цесаре была: «…дылея долгая камка черна, полы и подол черным бархатом пушен; а пуговицы шелк черн до долу, а чепочка на нем золота невелика, а под ним и позади его на стене запоны олтобас золотной, а стул под ним обит бархатом червчатым, поставлен на ковре. А как вошли послы в палату, и послов Цесарю не явил никто, а Цесарь против послов встал, шляпы приподыв, и велел послам к себе приступитися. И как послы вступили на ковер, и Цесарь сел, а по левой стороне поодаль Цесаря сидел курфирст Каленской Салентиюс, а под ним цесарев сын Матею, а под Матеюсом сидел Боварской Князь Вилгелм Олбрехов сын, а под ним сидел другой цесарев сын Максимилианус, а пан Ласской да Немец человек с десять стояли. И как Князь Захарий говорил Цесарю Государское титло, И Цесар Курфирсту Каленскому и детем и Боварскому Князю велел встати; и стояли сняв шляпы; а как Князь Захарий изговорил Государское титло, и Цесарь велел им сести. А изговоря князь Захарий титло, явил поминок, и грамату Цесарю подал, и после граматы говорили речь».
От императора члены посольства получили «на памятку»: князь Сугорский — «чепь золоту, да кубок, да триста золотых белых Полских», дьяк Андрей — «чепь золоту, да кубок, да двести золотых белых Полских. А чепи на послов клал пан Ласский». Дворяне Третьян и Мамлей получили по кубку по двойчатому, да по тридцати аршин камки, да по полтораста золотых белых Польских; подьячий Афанасий получил «кубочек», поп Лаврентий «постав мухояру чернаго, да тридцать золотых белых»; толмач Петр — «двадцать золотых белых». Сыновья императора Маттеус и Максимилиан пожаловали послам по кубку, а Третьяну, Мамлею и Афанасию — «по кубочку». Людям посольским (11 человекам) дано по двадцати золотых белых; а остальным (8 человек) — по десяти.

## Значение для истории моды

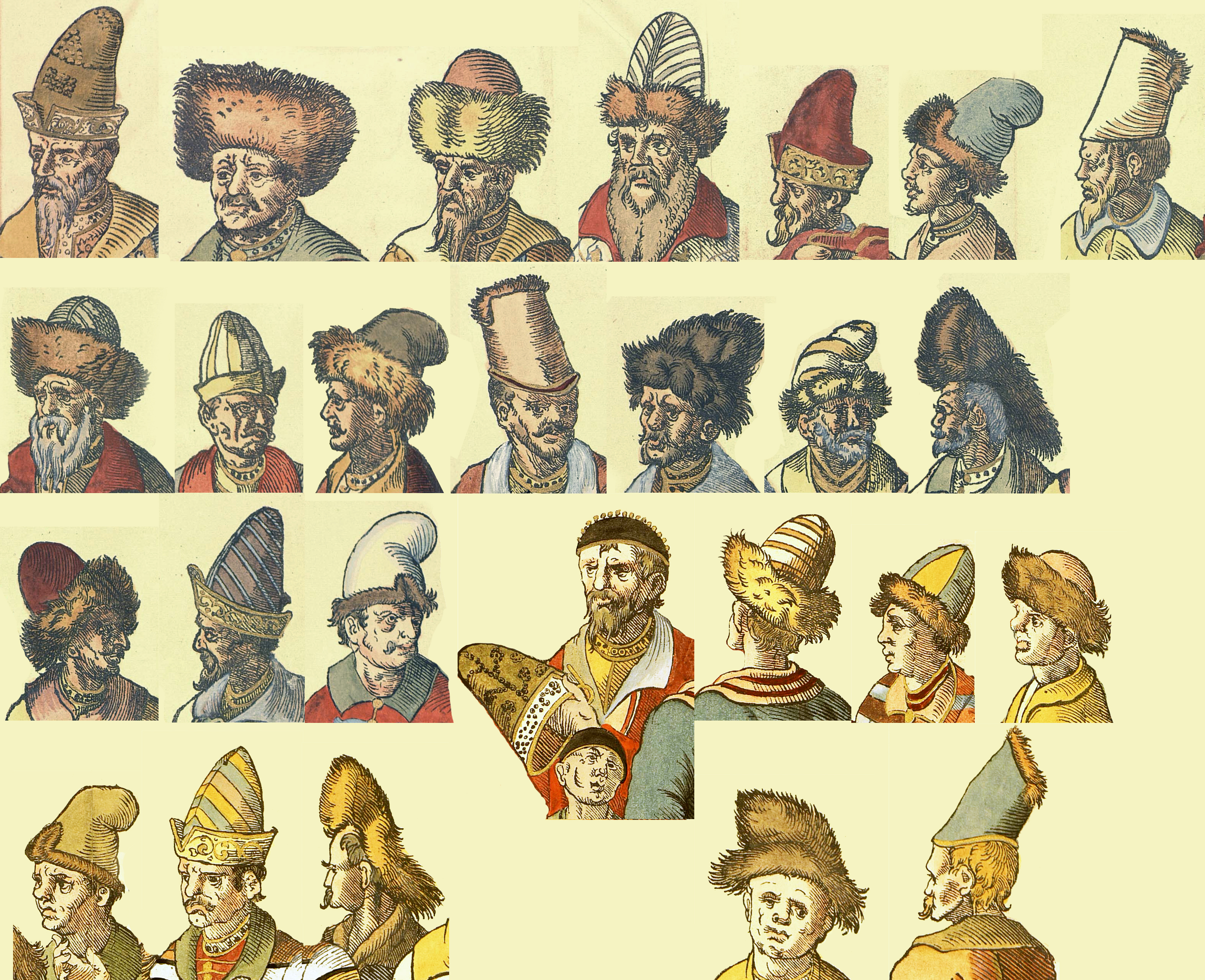
Головные уборы персонажей гравюры (коллаж)

## Экземпляры
Единственный подлинный экземпляр этой гравюры, как считал Д. А. Ровинский, в конце XIX в. находился в Висбаденском музее. Он описывал его так: «Оригинал, гравированный на дереве и раскрашенный (…); он состоит из четырех больших листов, отпечатанных четырьмя досками, и склеенных вместе, в длину; подписи внизу (на немецком языке) отпечатаны в оригинале типографским шрифтом на четырех отдельных полосках и приклеены внизу картины».
В биографии Ровинского указано: «эту гравюру страстно желал заполучить директор Публичной библиотеки М. А. Корф. Однако переговоры с музеем ни к чему не привели. Тогда на помощь пришел Ровинский. Он предложил в обмен на гравюру некоторые из своих сочинений. Дирекция Висбаденского музея немедленно ответила согласием» и Петербург получил гравюру. (Современное местонахождение висбаденского оригинала, подаренного Д.А. Ровинским в Императорскую Публичную библиотеку в 1891 году - Российская национальная библиотека, отдел эстампов и фотографий).
Для Ровинского была изготовлена и раскрашена копия, которая получила распространение. Одной из копий Ровинского владеет, в частности, Государственная художественная галерея Фонда поколений Ханты-Мансийского автономного округа Югры.
Экземпляр XVI века находится в Цюрихской библиотеке: три первых листа и заголовок вырезаны и закреплены на новом листе-основе, также в коллекции есть и 4-й лист с коленопреклоненным человеком.
Экземпляры (время создания не ясно) имеют Bibliotheque des Arts Decoratifs (Париж) и Музей Виктории и Альберта (Лондон).
Воспроизведения гравюры можно увидеть в экспозиции Музея Москвы (Провиантские склады), Александровской Слободе, Коломенском (Дворец Алексея Михайловича) и др.

### Публикации

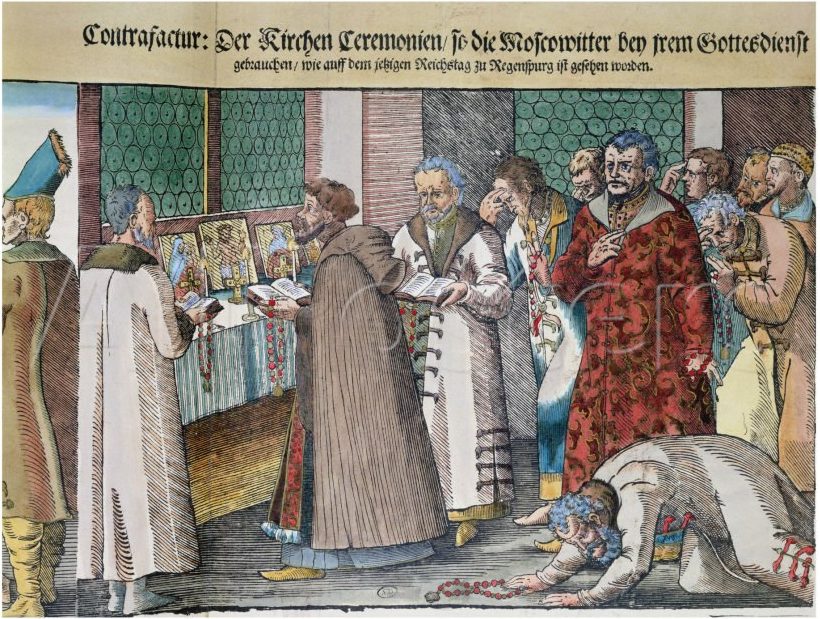
4-й лист

- Гравюра была хромолитографирована В. А. Прохоровым в его «Русских древностях» (1872)[7].
- В конце 1870-х гг. или в самом начале 1880-х гг. она была повторена для изданного Д. А. Ровинским в 1882 г. альбома «Достоверные портреты московских государей Ивана III, Василия Ивановича и Ивана IV Грозного и посольства их времени». Это способствовало её распространению.
- Через десять лет гравюру опубликовал журнал «Нива» (1892, N 9. С.196-197. Текст: с. 203). Автором текста выступил П. Н. Полевой, гравировал её для журнала Флюгель. Уменьшенное воспроизведение старинной гравюры (3 листа) занимает верхнюю часть разворота двух страниц. 4-й лист не воспроизведен по следующей причине:

«Другую половину изображения, представляющую богослужение в походной посольской церкви, мы не воспроизводим, потому что для нас, русских, она не имеет никакого, ни художественного, ни научного интереса».

- «Фотоцинкография раскрашенная от руки по оригиналу художником П. Субботиным» и русский перевод экспликации были опубликованы во 2-й книге С. П. Бартенева «Московский Кремль в старину и теперь» (1912).
- Гравюра (или копия) выставлялась в 2010 году на выставке «Русские и немцы: 1000 лет истории, искусства и культуры» (см. каталог)

## В искусстве
Иван Билибин при работе над костюмами для постановки оперы «Борис Годунов» Мусоргского в Париже в 1908 году вдохновлялся нарядами членов посольства. Позже по этим рисункам была выпущена серия открыток.

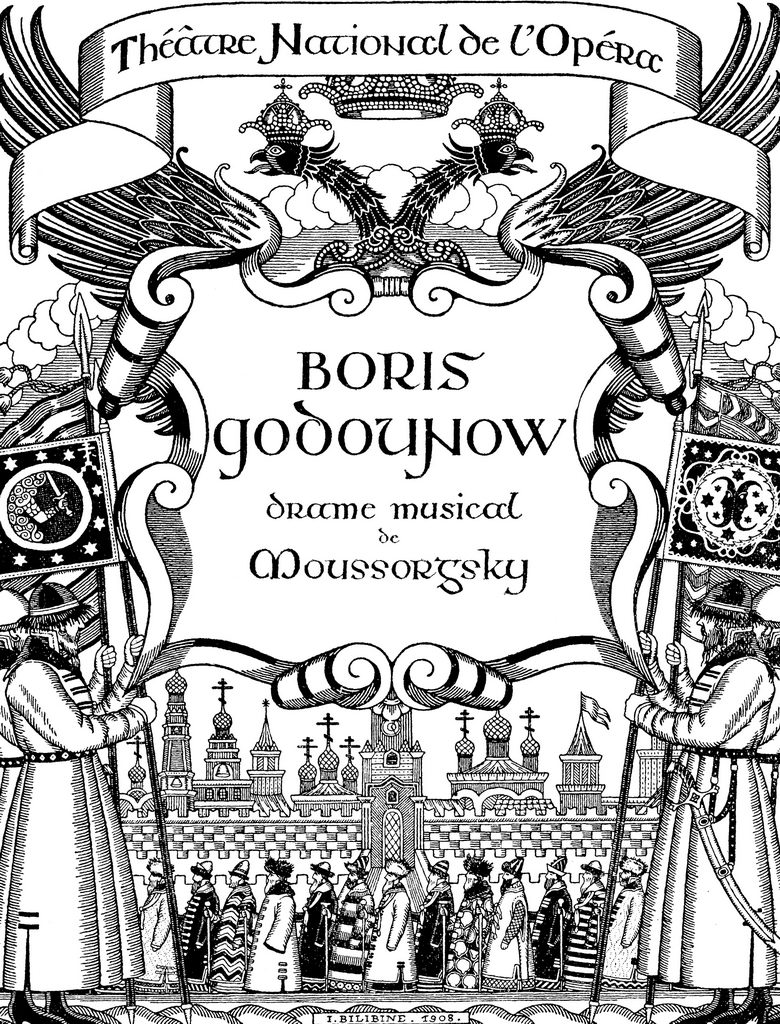
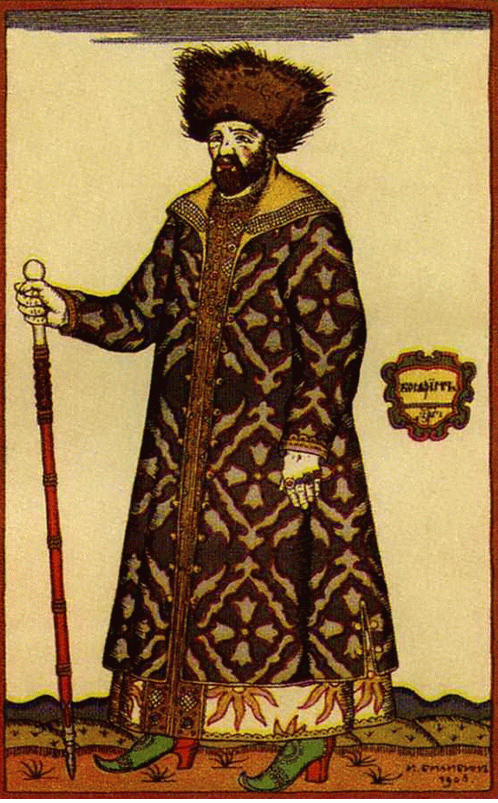
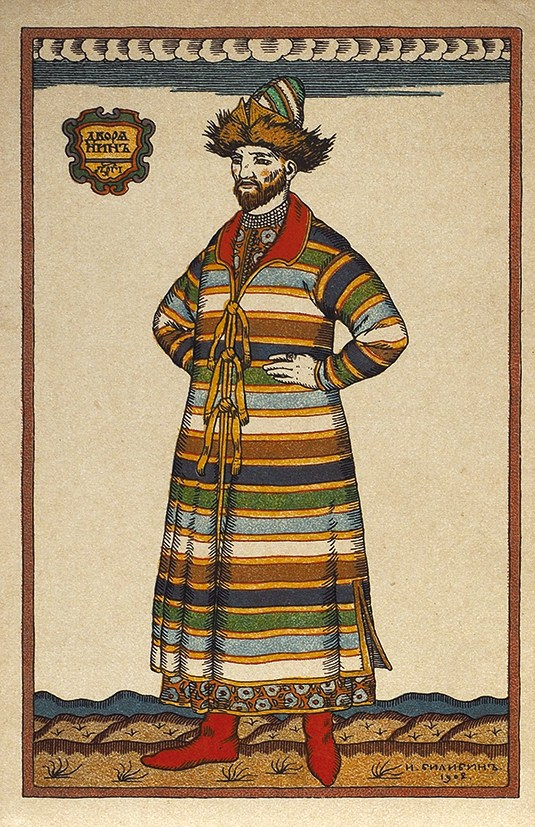
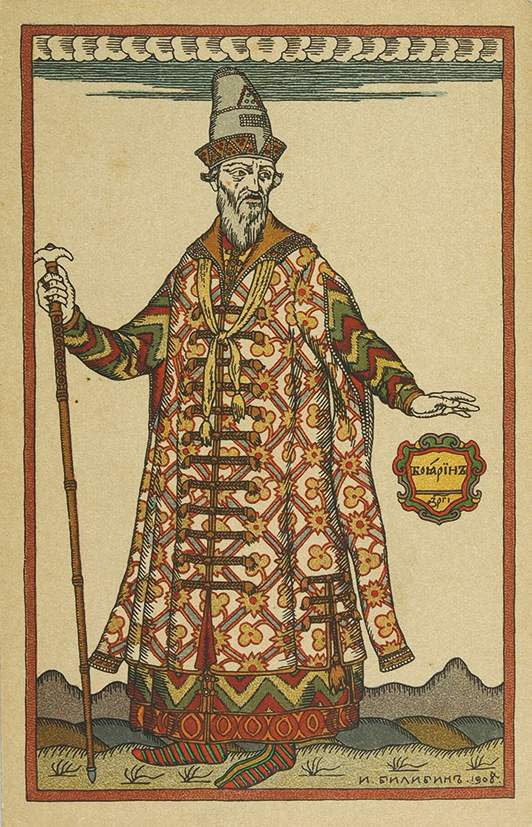